# Catasticta superba
Catasticta superba är en fjärilsart som beskrevs av Percy I. Lathy och Rosenberg 1912. Catasticta superba ingår i släktet Catasticta och familjen vitfjärilar. Inga underarter finns listade i Catalogue of Life.